# RSC-473
A RS-473, oficialmente RSC-473 (por ser estrada coincidente com a BR-473) é uma rodovia do estado brasileiro do Rio Grande do Sul..
Se inicia na BR-471 em Santa Vitória do Palmar e se encerra na BR-290 em São Gabriel. É pavimentado entre Herval e o entroncamento com a RS-602 e entre os entroncamentos com a BR-153 e a BR-293, em Bagé.
Debates acerca de sua pavimentação ocorreram na Assembleia Legislativa em 2009. Na ocasião, o asfaltamento da rodovia foi considerado condição "indiscutível" para o desenvolvimento de sua região.

## Percurso
| Início do Trecho                      | Final do Trecho                                | Extensão | Situação        |
| ------------------------------------- | ---------------------------------------------- | -------- | --------------- |
| Entroncamento RS-630 (São Gabriel)    | Entroncamento BR-290                           | 5,5 km   | Pavimentado     |
| Entroncamento BR-290                  | Entroncamento RS-357 (Lavras do Sul)           | 77 km    | Implantado      |
| Entroncamento RS-357 (Lavras do Sul)  | Entroncamento BR-293 (Bagé)                    | 47 km    | Implantado      |
| Entroncamento BR-293 (Bagé)           | Bagé (Acesso Oeste)                            | 4,8 km   | Pavimentado     |
| Bagé (Acesso Oeste)                   | Bagé (Acesso Sul)                              | 5,5 km   | Pavimentado     |
| Bagé (Acesso Sul)                     | Entroncamento BR-153                           | 6,4 km   | Pavimentado     |
| Entroncamento BR-153 (Bagé)           | Entroncamento BR-153 (Aceguá)                  | 54,8 km  | Pavimentado     |
| Entroncamento BR-153 (Aceguá)         | Entroncamento RS-608 (Herval)                  | 85 km    | Planejado       |
| Entroncamento RS-608 (Herval)         | Contorno Herval                                | 0,8 km   | Planejado       |
| Contorno Herval                       | Entroncamento RS-602 (Arroio Grande)           | 23,6 km  | Pavimentado     |
| Entroncamento RS-602 (Arroio Grande)  | Entroncamento RS-704 (Pedro Osório)            | 19,1 km  | Implantado      |
| Entroncamento RS-704 (Pedro Osório)   | Acesso Conde Matarazzo (Pedro Osório)          | 13,8 km  | Implantado      |
| Acesso Conde Matarazzo (Pedro Osório) | Entroncamento BR-116 (Pedro Osório)            | 5,9 km   | Implantado      |
| Entroncamento BR-116 (Pedro Osório)   | Inicio da Travessia do Canal São Gonçalo       | 26,2 km  | Em Pavimentação |
| Fim da Travessia do Canal São Gonçalo | Entroncamento BR-471 (Santa Vitória do Palmar) | 17,1 km  | Em Pavimentação |